# 東豆川市
東豆川市（：／ Dongducheon yeok */?）是大韩民国京畿道中北部的一个市。由於位於首爾至南北韓非軍事區的中間位置，在戰略防衛上地位重要。駐韓美軍在此設有數座基地。

## 行政区划
- 生淵1洞（생연1동）
- 生淵2洞（생연2동）
- 中央洞（중앙동）
- 保山洞（보산동）
- 佛峴洞（불현동）
- 鬆內洞（송내동）
- 逍遙洞（소요동）
- 上牌洞（상패동）